# Габороне
Габороне (енгл. Gaborone) је главни град државе Боцване, основан 1964. године. Он лежи у југоисточном рубном делу државе на железничкој прузи, која га повезује са луком Кејптаун у Јужноафричкој Републици и преко Зимбабвеа са луком Беиром у Мозамбику.
Град броји 231.626 становника према попису из 2011. године. Пре Габорона главни град Боцване је био Мафекинг. Мафекинг је био главни град до проглашења независности 1965. Нови град Габороне је доживео брз раст захваљујући релативно доброј снабдевености водом. У близини се налазе рудници магнезијума и азбеста. У граду се налази Универзитет Боцване у коме се између осталог налази и највећа библиотека у јужној Африци. Град има музеј са природњачком и археолошком збирком и уметничку галерију основану 1968.
Град Габороне се налази између брда Кгале и брда Уди, близу ушћа реке Нотване у реку Сегодитшане у југоисточном углу Боцване, 15 km (9,3 mi) од јужноафричке границе. Град опслужује Међународни аеродром Сер Сереце Кама. Он је засебан административни округ, и главни град околног Југоисточног округа. Мештани град често називају ГЦ или Моце-Мшате.
Габороне је добио име по поглавици Кгоси Габороне чије се село Тлоквенг налази у близини Габорона, са друге стране реке. Будући да није имао племенску припадност и био је близу питке воде, град је плански постао главни град средином 1960-их, када је Бечуански протекторат постао независна држава. Средиште града је дугачка трака комерцијалних предузећа, названа „Главни тржни центар“ са подручјем владиних канцеларија у облику полукруга на истоку. Габороне је један од градова са најбржим растом на свету, што је створило проблеме са становањем и илегалним насељима. Град се такође суочавао са конфликтима који су се у земљу преливали из Зимбабвеа и Јужне Африке током 1980-их.
Габороне је економска и политичка престоница. У њему су смештена седишта бројних компанија и Боцванске берзе. Габороне је такође дом Јужноафричке развојне заједнице (SADC), регионалне економске заједнице основане 1980. У њему се говоре многи језици. Главни језик је сецвана (цвана). Говоре се и енглески, каланга и калагади.

## Географија

### Клима
| Клима Габорона (Сер Сереце Кама аеродром, 1981–2010) | Клима Габорона (Сер Сереце Кама аеродром, 1981–2010) | Клима Габорона (Сер Сереце Кама аеродром, 1981–2010) | Клима Габорона (Сер Сереце Кама аеродром, 1981–2010) | Клима Габорона (Сер Сереце Кама аеродром, 1981–2010) | Клима Габорона (Сер Сереце Кама аеродром, 1981–2010) | Клима Габорона (Сер Сереце Кама аеродром, 1981–2010) | Клима Габорона (Сер Сереце Кама аеродром, 1981–2010) | Клима Габорона (Сер Сереце Кама аеродром, 1981–2010) | Клима Габорона (Сер Сереце Кама аеродром, 1981–2010) | Клима Габорона (Сер Сереце Кама аеродром, 1981–2010) | Клима Габорона (Сер Сереце Кама аеродром, 1981–2010) | Клима Габорона (Сер Сереце Кама аеродром, 1981–2010) | Клима Габорона (Сер Сереце Кама аеродром, 1981–2010) |
| Показатељ \ Месец                                    | .Јан.                                                | .Феб.                                                | .Мар.                                                | .Апр.                                                | .Мај.                                                | .Јун.                                                | .Јул.                                                | .Авг.                                                | .Сеп.                                                | .Окт.                                                | .Нов.                                                | .Дец.                                                | .Год.                                                |
| ---------------------------------------------------- | ---------------------------------------------------- | ---------------------------------------------------- | ---------------------------------------------------- | ---------------------------------------------------- | ---------------------------------------------------- | ---------------------------------------------------- | ---------------------------------------------------- | ---------------------------------------------------- | ---------------------------------------------------- | ---------------------------------------------------- | ---------------------------------------------------- | ---------------------------------------------------- | ---------------------------------------------------- |
| Апсолутни максимум, °C (°F)                          | 39 (103)                                             | 40 (104)                                             | 39 (102)                                             | 37 (98)                                              | 33 (91)                                              | 29 (84)                                              | 28 (83)                                              | 33 (91)                                              | 39 (103)                                             | 38 (100)                                             | 40 (104)                                             | 39 (103)                                             | 40 (104)                                             |
| Максимум, °C (°F)                                    | 32,7 (90,9)                                          | 32,1 (89,8)                                          | 30,8 (87,4)                                          | 28,4 (83,1)                                          | 25,6 (78,1)                                          | 23,1 (73,6)                                          | 22,9 (73,2)                                          | 26,2 (79,2)                                          | 30,0 (86)                                            | 32,0 (89,6)                                          | 32,3 (90,1)                                          | 32,5 (90,5)                                          | 29,1 (84,4)                                          |
| Просек, °C (°F)                                      | 25,7 (78,3)                                          | 25,2 (77,4)                                          | 23,7 (74,7)                                          | 20,6 (69,1)                                          | 16,8 (62,2)                                          | 13,7 (56,7)                                          | 13,5 (56,3)                                          | 16,9 (62,4)                                          | 21,2 (70,2)                                          | 24,0 (75,2)                                          | 24,7 (76,5)                                          | 25,3 (77,5)                                          | 20,9 (69,6)                                          |
| Минимум, °C (°F)                                     | 19,7 (67,5)                                          | 19,3 (66,7)                                          | 17,4 (63,3)                                          | 13,5 (56,3)                                          | 8,3 (46,9)                                           | 5,0 (41)                                             | 4,4 (39,9)                                           | 7,5 (45,5)                                           | 12,3 (54,1)                                          | 16,3 (61,3)                                          | 17,7 (63,9)                                          | 18,8 (65,8)                                          | 13,4 (56,1)                                          |
| Апсолутни минимум, °C (°F)                           | 14 (57)                                              | 13 (55)                                              | 11 (52)                                              | 0 (32)                                               | −1 (30)                                              | −1 (30)                                              | −2 (28)                                              | 0 (32)                                               | 5 (41)                                               | 7 (45)                                               | 8 (46)                                               | 11 (52)                                              | −2 (28)                                              |
| Количина падавина, mm (in)                           | 143 (5,63)                                           | 82 (3,23)                                            | 74 (2,91)                                            | 30 (1,18)                                            | 8,3 (0,327)                                          | 7,5 (0,295)                                          | 1 (0,04)                                             | 0,9 (0,035)                                          | 5,8 (0,228)                                          | 5,8 (0,228)                                          | 58 (2,28)                                            | 71 (2,8)                                             | 487,3 (19,183)                                       |
| Дани са падавинама                                   | 6                                                    | 5                                                    | 5                                                    | 3                                                    | 2                                                    | 1                                                    | 1                                                    | 1                                                    | 2                                                    | 4                                                    | 5                                                    | 6                                                    | 41                                                   |
| Извор #1: African Regional Climate Centre            |                                                      |                                                      |                                                      |                                                      |                                                      |                                                      |                                                      |                                                      |                                                      |                                                      |                                                      |                                                      |                                                      |
| Извор #2: Weatherbase (records)                      |                                                      |                                                      |                                                      |                                                      |                                                      |                                                      |                                                      |                                                      |                                                      |                                                      |                                                      |                                                      |                                                      |

## Историја
Докази показују да је дуж реке Нотване вековима било становника. У новијој историји, Тлоква су напустили Магалисбершко подручје да би се настанили на тој области око 1880. године, а насеље је названо Мошавенг. Реч „Габороне“ дословно значи „не одговара лоше“ или „није непримерено“. Град су тада рани европски колонизатори називали „Габеронес“. Габеронес, скраћено за „Габороново село“, добио је име по поглавици Габорону племена Тлоква, чије је родно село (данас звано Тлоквенг) било преко реке од Владиног кампа, имена седишта колонијалне владе. Надимак „GC“ потиче од назива Government Camp („Владин камп“). Године 1890, Сесил Џон Роудс изабрао је Габероне за смештај колонијалне тврђаве. Тврђава је била место где је Роудес планирао Џејмсонов препад. Град је 1969. године променио име из Габеронес у Габороне.

## Становништво
| 1964. | 1971.  | 1981.  | 1991.   | 2001.   | 2006.   | 2011.   |
| ----- | ------ | ------ | ------- | ------- | ------- | ------- |
| 3.855 | 17.718 | 59.657 | 133.468 | 186.007 | 191.776 | 231.626 |

## Партнерски градови
- Бербанк[22]
- Џеђанг[23]
- Västerås[24]
- Sorong
- Виндхук